# 努瓦爾岩
努瓦爾岩（英語：Noire Rock）是南極洲的岩石，位於葛拉漢地的丹科海岸，處於德多山西南面2.8公里，在1898年由比利時探險隊繪入地圖和命名，現時由南極條約體系管理。